# تنها متعلق به من
تنها متعلق به من (اسپانیایی: Sólo mía‎) یک فیلم درام اسپانیایی است که در سال ۲۰۰۱ منتشر شد.

## گزیدهٔ بازیگران
- سرژی لوپس[۲]
- پاز وگا
- الویرا مینگس
- آلبرتو خیمِـنِـس
- ماریا خوزه آلفونسو
- بئیاتریس برگامین
- آسونسیون بالاگه
- بلانکا پورتیو
- خینس گارسیا میان